# Binongko
Binongko ist eine indonesische Insel. Sie ist die südlichste Insel der Inselgruppe Tukang Besi.

## Geographie
Binongko liegt in der Bandasee, südöstlich der Insel Sulawesi. Die Insel gehören zum Regierungsbezirk (Kabupaten) Wakatobi (Provinz Sulawesi Tenggara).